# Tritonus (Band)
Tritonus war eine deutsche Progressive-Rock-Band zwischen 1972 und 1978, die hauptsächlich durch ihre an Emerson, Lake and Palmer erinnernde Musik bekannt wurde.

## Bandgeschichte
Aus der Idee, orchestrale, konzertante Rockmusik zu machen, entstanden zunächst Stücke auf der Grundlage des Werks von Jean Sibelius. Die erste eigene Single im Eigenverlag The Way of Spending Time erregte Aufsehen, war aber kein großer wirtschaftlicher Erfolg. Tritonus wurden zu Fernsehauftritten und Talentwettbewerben eingeladen.
Einer ersten Tournee 1974 folgte die Produktion des ersten Albums im Mannheimer Studio Gareis auf eigene Kosten, mit dem die Band schließlich ihren Plattenvertrag auf dem Label der BASF bekam. Im April 1975 erschien Between the Universes, gefolgt von einer weiteren Tour und zahlreichen weiteren Auftritten.
Das Album Between the Universes wurde mit dem Schlagzeuger Bernhard Schuh eingespielt. Schuh hatte Tritonus-Gründungsmitglied Charlie Jöst abgelöst, weil dieser mehr Zeit für die Vorbereitung zum Abitur brauchte, das er im Zweiten Bildungsweg am Speyerkolleg anstrebte. In Between The Universes rückte Peter Seilers Moog-Synthesizer stärker in den Vordergrund, das gestiegene Produktionsbudget machte sich an einem Chor und der Mitwirkung des in Heidelberg lebenden Geff Harrison (Ex „Kin Ping Meh“) bemerkbar. Die sphärenhaften Klänge und die sich auf das Fliegen und Gleiten beziehenden Texte (Far in the Sky, Gliding) hatten ihre Ursache darin, dass Jöst und Bassist Ronald „Fips“ Brand aktive Segelflieger beim Luftsportverein Weinheim waren.
Einer dritten Tour sollte noch ein Album folgen, allerdings hatte sich die Band vor Beginn der Aufnahmen (nach einer letzten Single) bereits aufgelöst. Seiler tauchte nach längerem USA-Aufenthalt ab 1986 wieder als Instrumentalmusiker beim IC-Label auf. Heute produziert und komponiert er unter dem Namen Triple Music in Mannheim. Der in Heidelberg lebende Charlie Jöst ist Fernsehproduzent geworden und war 1996 bis 2022 Vorsitzender des Deutschen Hängegleiterverbands. Der Verbleib von Ronald Brand, dem einzigen studierten Musiker des Trios, ist nicht bekannt.

## Diskografie
- 1973: The Way of Spending Time (Single)
- 1975: Tritonus (LP)
- 1976: Between the Universes (LP)
- 1977: The Trojan Horse Race (Single)
- 2015: Far in the Sky-Live at Stagge's Hotel 1977 (CD)